# Wierszynko
Wierszynko (kaszb. Wierszënkò) – śródleśna osada w Polsce położona w województwie pomorskim, w powiecie bytowskim, w gminie Kołczygłowy.
Osada w sołectwie Wierszyno położona nad potokiem „Brodek” na obszarze Parku Krajobrazowego Dolina Słupi.
W latach 1975–1998 miejscowość administracyjnie należała do województwa słupskiego.